# Sirene (græsk mytologi)
 For alternative betydninger, se Sirene. (Se også artikler, som begynder med Sirene)
En sirene var i den græske mytologi en underskøn kvinde. Sirenerne levede på et rev langt ude på havet. De var smukke og overnaturlige. Sirenerne fortælles at have lokket sømænd på afveje med deres sang og fik dem til at lide skibbrud. Dette skete ved at deres sangstemme fik sømændene til at glemme tid og sted og fik dem til at sejle på grund og drukne.
Oprindeligt var de dødsdæmoner, kaldet Harpyer, fugle med kvindeansigter, i kunsten afbilledet som rovfugle.[kilde mangler]
I Homers oldgræske episke digt Odysseen optræder sirenerne i en passage, hvor de frister Odysseus.